# بوئینگ ۷۳۷ نسل بعدی
بوئینگ ۷۳۷ نسل بعد (به انگلیسی: Boeing 737 Next Generation) یک هواپیمای مسافربری باریک‌پیکر دوموتوره است که توسط شرکت بوئینگ ایالات متحده توسعه‌یافته و ساخته می‌شود. نخستین شرکت به‌کارگیرنده از این هواپیما ساوت وست ایرلاینز بوده‌است. این هواپیما در ۹ فوریه ۱۹۹۷ میلادی نخستین پرواز خود را انجام داد. این دسته از هواپیماها از موتور‌ سی‌اف‌ام ۵۶ سری هفت نیرو می‌گیرند.

## مشخصات
| انواع                        | ۷۳۷–۶۰۰ | ۷۳۷–۷۰۰ | ۷۳۷–۸۰۰ | ۷۳۷–۹۰۰ ایی‌آر |
| ---------------------------- | --- | --- | --- | --- |
| تعداد خلبان                  | دو نفر | دو نفر | دو نفر | دو نفر |
| ۲-کلاس: 56–62                | ۱۰۸ (۸F@۳۶" ۱۰۰Y@۳۲") | ۱۲۸ (۸F@۳۶" ۱۲۰Y@۳۲") | ۱۶۰ (۱۲F@۳۶" ۱۴۸Y@۳۲") | ۱۷۷ (۱۲F@۳۶" ۱۶۵Y@۳۲") |
| ۱-کلاس: 56–62                | ۱۲۳ @۳۲" - ۱۳۰ @ ۳۰" | ۱۴۰ @۳۲" - ۱۴۸ @ ۳۰" | ۱۷۵ @۳۲" - ۱۸۴ @ ۳۰" | ۱۷۷ @۳۲" - ۲۱۵ @ ۲۸" |
| محدودیت خروج اضطراری         | ۱۴۹ | ۱۴۹ | ۱۸۹ | ۲۲۰ |
| عرض صندلی: 67                | درجه یک: ۲۲ اینچ / ۵۶ سانتی‌متر؛ اقتصادی: ۱۷ اینچ / ۴۳ سانتی‌متر                                                                                        | درجه یک: ۲۲ اینچ / ۵۶ سانتی‌متر؛ اقتصادی: ۱۷ اینچ / ۴۳ سانتی‌متر                                                                                        | درجه یک: ۲۲ اینچ / ۵۶ سانتی‌متر؛ اقتصادی: ۱۷ اینچ / ۴۳ سانتی‌متر                                                                                        | درجه یک: ۲۲ اینچ / ۵۶ سانتی‌متر؛ اقتصادی: ۱۷ اینچ / ۴۳ سانتی‌متر                                                                                        |
| طول: 34–41                   | ۱۰۲ پا ۶ اینچ / ۳۱٫۲۴ متر | ۱۱۰ پا ۴ اینچ / ۳۳٫۶۳ متر | ۱۲۹ پا ۶ اینچ / ۳۹٫۴۷ متر | ۱۳۸ پا ۲ اینچ / ۴۲٫۱۱ متر |
| ارتفاع: 34–41                | ۴۱ پا ۳ اینچ / ۱۲٫۵۷ متر | ۴۱ پا ۳ اینچ / ۱۲٫۵۷ متر | ۴۱ پا ۲ اینچ / ۱۲٫۵۵ متر | ۴۱ پا ۲ اینچ / ۱۲٫۵۵ متر |
| گستردگی بال                  | گستردگی: ۱۱۲ پا ۷ اینچ / ۳۴٫۳۲ متر، با وینگ‌لت‌ها: ۱۱۷ پا ۵اینچ / ۳۵٫۷۹متر؛ : 34–41 مساحت: ۱۲۴٫۶۰ متر مربع (۱٬۳۴۱٫۲ فوت مربع); Sweepback: 25°; AR: 9.44 | گستردگی: ۱۱۲ پا ۷ اینچ / ۳۴٫۳۲ متر، با وینگ‌لت‌ها: ۱۱۷ پا ۵اینچ / ۳۵٫۷۹متر؛ : 34–41 مساحت: ۱۲۴٫۶۰ متر مربع (۱٬۳۴۱٫۲ فوت مربع); Sweepback: 25°; AR: 9.44 | گستردگی: ۱۱۲ پا ۷ اینچ / ۳۴٫۳۲ متر، با وینگ‌لت‌ها: ۱۱۷ پا ۵اینچ / ۳۵٫۷۹متر؛ : 34–41 مساحت: ۱۲۴٫۶۰ متر مربع (۱٬۳۴۱٫۲ فوت مربع); Sweepback: 25°; AR: 9.44 | گستردگی: ۱۱۲ پا ۷ اینچ / ۳۴٫۳۲ متر، با وینگ‌لت‌ها: ۱۱۷ پا ۵اینچ / ۳۵٫۷۹متر؛ : 34–41 مساحت: ۱۲۴٫۶۰ متر مربع (۱٬۳۴۱٫۲ فوت مربع); Sweepback: 25°; AR: 9.44 |
| کابین: 67                    | عرض: ۱۲ فوت ۴ اینچ (۳٫۷۶ متر); عرض کابین: ۱۱ فوت ۷ اینچ (۳٫۵۳ متر); ارتفاع کابین: ۸۶٫۶ اینچ (۲٫۲۰ متر)                                                | عرض: ۱۲ فوت ۴ اینچ (۳٫۷۶ متر); عرض کابین: ۱۱ فوت ۷ اینچ (۳٫۵۳ متر); ارتفاع کابین: ۸۶٫۶ اینچ (۲٫۲۰ متر)                                                | عرض: ۱۲ فوت ۴ اینچ (۳٫۷۶ متر); عرض کابین: ۱۱ فوت ۷ اینچ (۳٫۵۳ متر); ارتفاع کابین: ۸۶٫۶ اینچ (۲٫۲۰ متر)                                                | عرض: ۱۲ فوت ۴ اینچ (۳٫۷۶ متر); عرض کابین: ۱۱ فوت ۷ اینچ (۳٫۵۳ متر); ارتفاع کابین: ۸۶٫۶ اینچ (۲٫۲۰ متر)                                                |
| OEW: 21–24                   | ۸۰٬۲۰۰ پوند / ۳۶٬۳۷۸ کیلوگرم | ۸۳٬۰۰۰ پوند / ۳۷٬۶۴۸ کیلوگرم | ۹۱٬۳۰۰ پوند / ۴۱٬۴۱۳ کیلوگرم | ۹۸٬۴۹۵ پوند / ۴۴٬۶۷۷ کیلوگرم |
| MLW: 21–24                   | ۱۲۱٬۵۰۰ پوند / ۵۵٬۱۱۱ کیلوگرم | ۱۲۹٬۲۰۰ پوند / ۵۸٬۶۰۴ کیلوگرم | ۱۴۶٬۳۰۰ پوند / ۶۶٬۳۶۱ کیلوگرم | ۱۵۷٬۳۰۰ پوند / ۷۱٬۳۵۰ کیلوگرم |
| MTOW: 21–24                  | ۱۴۴٬۵۰۰ پوند / ۶۵٬۵۴۴ کیلوگرم | ۱۵۴٬۵۰۰ پوند / ۷۰٬۰۸۰ کیلوگرم | ۱۷۴٬۲۰۰ پوند / ۷۹٬۰۱۶ کیلوگرم | ۱۸۷٬۷۰۰ پوند / ۸۵٬۱۳۹ کیلوگرم |
| مصرف سوخت: 21–24             | ۶٬۸۷۵ گالن / ۲۶٬۰۲۲ لیتر | ۶٬۸۷۵ گالن / ۲۶٬۰۲۲ لیتر | ۶٬۸۷۵ گالن / ۲۶٬۰۲۲ لیتر | ۷٬۸۳۷ گالن / ۲۹٬۶۶۶ لیتر |
| فضای بار کابین: 21–24        | ۷۲۰ پا³ / ۲۰٫۴ متر³ | ۹۶۶ پا³ / ۲۷٫۴ متر³ | ۱٬۵۵۵ پا³ / ۴۴٫۱ متر³ | ۱٬۸۲۶ پا³ / ۵۱٫۷ متر³ |
| مسافت مورد نیاز برای برخاست  | ۶٬۱۶۱ فوت (۱٬۸۷۸ متر) | ۶٬۶۹۹ فوت (۲٬۰۴۲ متر) | ۷٬۵۹۸ فوت (۲٬۳۱۶ متر) | ۹٬۸۰۰ فوت (۳٬۰۰۰ متر): 159 |
| Flight envelope              | ۴۱٬۰۰۰ فوت (۱۲٬۴۹۷ متر) Ceiling, ماخ ۰٫۸۲ (۴۷۰ گره؛ ۸۷۱ کیلومتر بر ساعت) MMo                                                                          | ۴۱٬۰۰۰ فوت (۱۲٬۴۹۷ متر) Ceiling, ماخ ۰٫۸۲ (۴۷۰ گره؛ ۸۷۱ کیلومتر بر ساعت) MMo                                                                          | ۴۱٬۰۰۰ فوت (۱۲٬۴۹۷ متر) Ceiling, ماخ ۰٫۸۲ (۴۷۰ گره؛ ۸۷۱ کیلومتر بر ساعت) MMo                                                                          | ۴۱٬۰۰۰ فوت (۱۲٬۴۹۷ متر) Ceiling, ماخ ۰٫۸۲ (۴۷۰ گره؛ ۸۷۱ کیلومتر بر ساعت) MMo                                                                          |
| کروز                         | ماخ ۰٫۷۸۵ (۴۵۳ گره؛ ۸۳۸ کیلومتر بر ساعت) | ماخ ۰٫۷۸۱ (۴۵۰ گره؛ ۸۳۴ کیلومتر بر ساعت) | ماخ ۰٫۷۸۹ (۴۵۵ گره؛ ۸۴۲ کیلومتر بر ساعت) | ماخ ۰٫۷۹ (۴۵۵ گره؛ ۸۴۴ کیلومتر بر ساعت) |
| برد                          | ۳٬۲۳۵ مایل دریایی (۵٬۹۹۱ کیلومتر) | ۳٬۰۱۰ مایل دریایی (۵٬۵۷۰ کیلومتر) | ۲٬۹۳۵ مایل دریایی (۵٬۴۳۶ کیلومتر) | ۲٬۹۵۰ مایل دریایی (۵٬۴۶۰ کیلومتر) |
| موتورها(×۲)                  | سی‌اف‌ام۵۶–۷بی۱۸/۲۰/۲۲: 126–133 | سی‌اف‌ام۵۶–۷بی۲۰/۲۲/۲۴/۲۶/۲۷: 134–149 | سی‌اف‌ام۵۶–۷بی۲۴/۲۶/۲۷: 150–161 | سی‌اف‌ام۵۶–۷بی۲۴/۲۶/۲۷: 150–161 |
| توان موتور(× ۲)              | ۲۰٬۰۰۰–۲۲٬۰۰۰ پوند-نیرو ۸۹–۹۸ کیلونیوتن : 126–133 | ۲۰٬۰۰۰–۲۶٬۰۰۰ پوند-نیرو ۸۹–۱۱۶ کیلونیوتن: 134–149 | ۲۴٬۰۰۰–۲۷٬۰۰۰ پوند-نیرو ۱۱۰–۱۲۰ کیلونیوتن: 150–153 | ۲۴٬۰۰۰–۲۷٬۰۰۰ پوند-نیرو ۱۱۰–۱۲۰ کیلونیوتن: 154–161 |
| حداکثر توان در حالت کروز     | ۵٬۹۶۰ پوند-نیرو (۲۶٫۵ کیلونیوتن) (بالا رفتن) | ۵٬۹۶۰ پوند-نیرو (۲۶٫۵ کیلونیوتن) (بالا رفتن) | ۵٬۹۶۰ پوند-نیرو (۲۶٫۵ کیلونیوتن) (بالا رفتن) | ۵٬۹۶۰ پوند-نیرو (۲۶٫۵ کیلونیوتن) (بالا رفتن) |
| ابعاد موتور                  | قطر نوک پروانه: ۶۱ اینچ (۱۵۵ سانتیمتر), طول: ۱۰۳٫۵۰ اینچ (۲۶۳ سانتیمتر)                                                                               | قطر نوک پروانه: ۶۱ اینچ (۱۵۵ سانتیمتر), طول: ۱۰۳٫۵۰ اینچ (۲۶۳ سانتیمتر)                                                                               | قطر نوک پروانه: ۶۱ اینچ (۱۵۵ سانتیمتر), طول: ۱۰۳٫۵۰ اینچ (۲۶۳ سانتیمتر)                                                                               | قطر نوک پروانه: ۶۱ اینچ (۱۵۵ سانتیمتر), طول: ۱۰۳٫۵۰ اینچ (۲۶۳ سانتیمتر)                                                                               |
| فاصله اطمینان زمینی از موتور | ۱۸ اینچ / ۴۶ سانتی‌متر: ۴۴ | ۱۸ اینچ / ۴۶ سانتی‌متر: ۴۴ | ۱۹ اینچ / ۴۸ سانتی‌متر: ۴۵ | ۱۹ اینچ / ۴۸ سانتی‌متر: ۴۵ |
| نامگذاری هوانوردی            | B۷۳۶ | B۷۳۷ | B۷۳۸ | B۷۳۹ |

1. ↑  two auxiliary tanks
2. ↑   MTOW , sea level, ISA+20°C
3. ↑  110 passengers
4. ↑  126 passengers
5. ↑  162 passengers
6. ↑  178 passengers
7. ↑  35,000 پا – Mach 0.8 – ISA